# 島津暐子
島津 暐子（しまづ てるこ、1851年2月16日〈嘉永4年1月16日〉 - 1869年5月5日〈明治2年5月24日〉）は、薩摩藩最後の藩主島津忠義の正室。別名・暐姫（てるひめ）。
忠義の伯父で先代藩主である島津斉彬の三女。母は側室の須磨。妹（同母妹）に典子（嘉永5年5月27日（1852年7月14日） - 明治36年（1903年））と寧子（嘉永6年10月30日（1853年11月30日） - 明治12年（1879年）5月24日）がいる。
1869年に長女房子を出産するが、難産のため死去した。忠義の後妻となった妹の寧子も、1879年に難産で死去している。

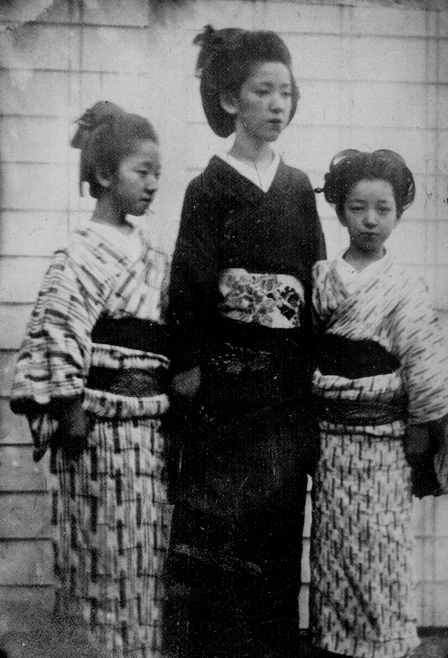
島津斉彬が撮影したといわれる娘たちの写真。中央が暐子、右は寧子、左は典子。

## 系譜
| 島津暐子 | 父:島津斉彬   | 祖父:島津斉興 | 曾祖父:島津斉宣             |
| 島津暐子 | 父:島津斉彬   | 祖父:島津斉興 | 曾祖母:鈴木勝直の娘         |
| 島津暐子 | 父:島津斉彬   | 祖母:弥姫     | 曾祖父:池田治道             |
| 島津暐子 | 父:島津斉彬   | 祖母:弥姫     | 曾祖母:生姫（伊達重村の娘） |
| 島津暐子 | 母:伊集院須磨 | 祖父:不明     |                             |
| 島津暐子 | 母:伊集院須磨 | 祖母:不明     |                             |